# Szabó Soma
Szabó Soma (Nyíregyháza, 1974. május 22. –) karnagy, zenepedagógus, a Cantemus Vegyeskar vezetője, a Nyíregyházi Egyetem Zenei Intézetének adjunktusa. 
Szabó Dénes karnagy fia.

## Élete
A Kodály Zoltán Általános Iskolában kezdte zenei tanulmányait. A debreceni Kodály Zoltán Zeneművészeti Szakközépiskolában még hegedűsként érettségizett. 1998-ban végzett a Zeneakadémia karvezetés szakán Párkai István, Jobbágy Valér és Hartyányi Judit növendékeként. Azóta vezető karnagya a Cantemus Vegyeskarnak. Emellett tanít a nyíregyházi Művészeti Szakközépiskolában és alapító tagja és egyben művészeti vezetője a számos nemzetközi versenygyőzelmet elért Banchieri énekegyüttesnek. Az utóbbi tíz évben karvezetést és reneszánsz társas éneklést tanít nemzetközi mesterkurzusokon Angliában, Franciaországban, Finnországban, Japánban és az Egyesült Államokban.

## Díjai, elismerései
- 2017 – Liszt Ferenc-díj